# 阿哩
阿哩（？—1045年），西夏皇子，夏景宗李元昊的儿子。咩迷氏所生。
他和母亲都不被李元昊喜爱，于是避居夏州王庭镇。长大后，计划聚众作乱，被党羽卧香乞告发，事情败露，被李元昊活捉，李元昊把阿哩沉到河里溺死，并把咩迷氏赐死。